# Srowot
Srowot is een bestuurslaag in het regentschap Banyumas van de provincie Midden-Java, Indonesië. Srowot telt 3418 inwoners (volkstelling 2010).